# Andrzej Szyszko-Bohusz
Andrzej Szyszko-Bohusz (ur. 25 września 1934 w Gdyni, zm. 24 listopada 2021 w Krakowie) – polski pedagog, profesor zwyczajny doktor habilitowany pedagogiki, specjalność teoria wychowania, tytuł profesora nauk humanistycznych otrzymał w 1999 roku, z zamiłowania szachista.

## Życiorys
Członek Komitetu Badań Pedagogicznych PAN. W swojej działalności naukowej zajmował się pedagogiką, teorią wychowania, psychologią, filozofią i genetyką. Był twórcą pedagogiki holistycznej i teorii nieśmiertelności genetycznej.
Polski Związek Szachowy w 2002 nadał mu tytuł Honorowego Mistrza PZSzach. Odnosił liczne sukcesy: m.in. wicemistrzostwo Krakowa z 1951, mistrzostwo Krakowa z 1959, złoty medal drużynowych mistrzostw Polski z zespołem „Ogniwa” Kraków w 1954.
Twierdził, że wiele odkryć naukowych zawdzięcza logice szachów i fascynacji królewską grą.
Zmarł w wieku 87 lat w dniu 24 listopada 2021 w Krakowie.

## Publikacje
- Relaks – prawdziwy odpoczynek. PWN, Warszawa – Kraków 1975;
- Funkcja ćwiczeń odprężających w nowoczesnym procesie kształcenia. Ossolineum, Wrocław 1979;
- Uniwersalny stan świadomości. Poznań 1982
- Pedagogika Holistyczna. Wrocław 1989;
- Andrzej Szyszko-Bohusz: Hinduizm, buddyzm, islam. Wyd. 1. Wrocław: Ossolineum, 1990. ISBN 83-04-03162-0. Brak numerów stron w książce
- Nieśmiertelność genetyczna. Czy dziedziczymy świadomość? Wyd. Barbara. Kraków 1996